# Велес (альбом)
«Велес» — дебютный музыкальный альбом пейган-метал-группы Butterfly Temple. Был записан в 1998—1999 году и выпущен в 1999 году на CD-R и MC, в 2002 году переиздан.

## История создания
В октябре 1998 года группа Butterfly Temple начала запись своего дебютнго альбома «Велес». Музыканты хотели отдать дань многовековой истории России, поэтому применили фольклор при создании композиций. В оформлении альбома использованы работы художника Ивана Билибина. Альбом был записан и сведен на студии Mymrec Studio (Москва) в 1998—1999 годах. «Песнь Войны» записана в студии CDM (Ярославль) в феврале 2002 года.

## Участники записи
- Лесьяр (Алексей Агафонов) — вокал
- Авен (Сергей Аванесов) — клавишные
- Михаил Шматко — гитара
- Валерий Остриков — гитара
- Алексей Спорышев — ударные
- Андрей — бас
- Ксения Маркевич — вокал
- Александр Никулин — бас (9, издание 2002 года)

## Список композиций
| №                   | Название             | Текст песни                  | Музыка              | Длительность |
| ------------------- | -------------------- | ---------------------------- | ------------------- | ------------ |
| 1.                  | «Велес»              | Лесьяр                       | Butterfly Temple    | 5:09         |
| 2.                  | «Волки Одина»        | Лесьяр                       | Butterfly Temple    | 5:08         |
| 3.                  | «Голос крови»        | Лесьяр                       | Butterfly Temple    | 4:03         |
| 4.                  | «Abscent»            | Лесьяр                       | Butterfly Temple    | 6:49         |
| 5.                  | «Купала»             | Лесьяр, Алексей Толстой      | Butterfly Temple    | 5:56         |
| 6.                  | «Чёрный Перун»       | Михаил                       | Butterfly Temple    | 3:49         |
| 7.                  | «Hymn»               | Лесьяр                       | Butterfly Temple    | 4:05         |
| 8.                  | «Alma Mater»         | Langsuyar (Fernando Ribeiro) | Moonspell           | 4:35         |
| 9.                  | «Ирий» «Едет Коляда» | Михаил Лесьяр                | Butterfly Temple    | 6:55         |
| Общая длительность: | Общая длительность:  | Общая длительность:          | Общая длительность: | 46:30        |

| №                   | Название             | Текст песни             | Музыка              | Длительность |
| ------------------- | -------------------- | ----------------------- | ------------------- | ------------ |
| 1.                  | «Велес»              | Лесьяр                  | Butterfly Temple    | 5:07         |
| 2.                  | «Волки Одина»        | Лесьяр                  | Butterfly Temple    | 5:09         |
| 3.                  | «Голос крови»        | Лесьяр                  | Butterfly Temple    | 4:01         |
| 4.                  | «Купала»             | Лесьяр, Алексей Толстой | Butterfly Temple    | 5:56         |
| 5.                  | «Чёрный Перун»       | Михаил                  | Butterfly Temple    | 3:49         |
| 6.                  | «Ирий» «Едет Коляда» | Михаил Лесьяр           | Butterfly Temple    | 4:22         |
| 7.                  | «Abscent»            | Лесьяр                  | Butterfly Temple    | 6:49         |
| 8.                  | «Hymn»               | Лесьяр                  | Butterfly Temple    | 4:03         |
| 9.                  | «Песнь Войны»        | Лесьяр                  | Butterfly Temple    | 5:42         |
| Общая длительность: | Общая длительность:  | Общая длительность:     | Общая длительность: | 44:58        |